# Melithaeidae

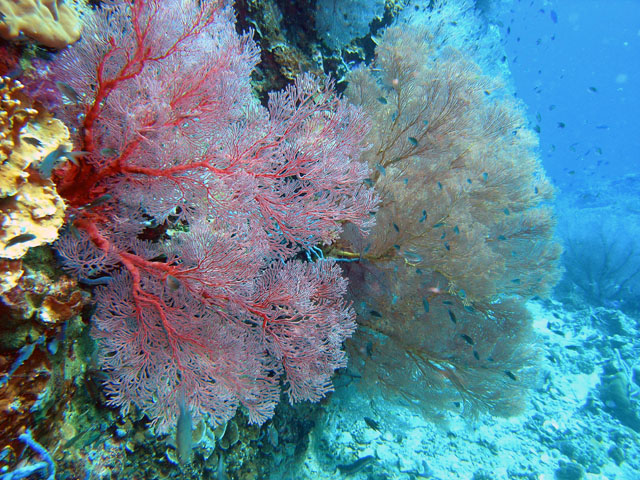
Melithaea ochracea

Melithaeidae es una familia de gorgonias marinas que pertenecen al suborden Scleraxonia, del orden Alcyonacea, dentro de la subclase Octocorallia. 
Enmarcados comúnmente entre los corales blandos, ya que carecen de esqueleto cálcico, como los corales duros del orden Scleractinia, por lo que no son corales hermatípicos. Forman colonias de pólipos, unidos por una masa carnosa (cenénquima) o tejido común generado por ellos. Para darle consistencia, al carecer de esqueleto, su tejido contiene espículas de calcita y gorgonina, una sustancia córnea proteínica específica de las gorgonias, que utilizan para construir las estructuras que soportan a la colonia.
La familia comprende actualmente 2 géneros y 107 especies de gorgonias. Un estudio reciente de especialistas ha realizado análisis filogenéticos moleculares en esta familia, concluyendo que 5 de los géneros que hasta ahora formaban parte de ella, son sinonimias del género Melithaea.
Se caracterizan por tener una medula (capa de tejido interno) compuesta de nodos flexibles (escleritos libres incrustados en gorgonina), alternando con internodos rígidos (escleritos fusionados con calcita). 

## Géneros
El Registro Mundial de Especies Marinas incluye los siguientes géneros en la familia:
- Asperaxis. Alderslade, 2007
- Melithaea. Milne-Edwards, 1857